# Silnice II/288
Silnice II/288 je silnice II. třídy v okresu Semily spojující Železný Brod se silnicí II/289 vedoucí do Semil. Délka silnice je asi 9 kilometrů.
Silnice II/288 začíná na křižovatce se silnicí II/292 ve městě Železný Brod před mostem přes Jizeru. Zatímco silnice II/292 pokračuje přes řeku a míří přes Pelechov na Semily, tak silnice II/288 zůstává na pravém břehu řeky a odbočuje doleva směrem na Bozkov. Téměř po břehu Jizery potom vede několik kilometrů a ve velmi mírném stoupání míjí například městské koupaliště nebo pobřežní tábořiště.

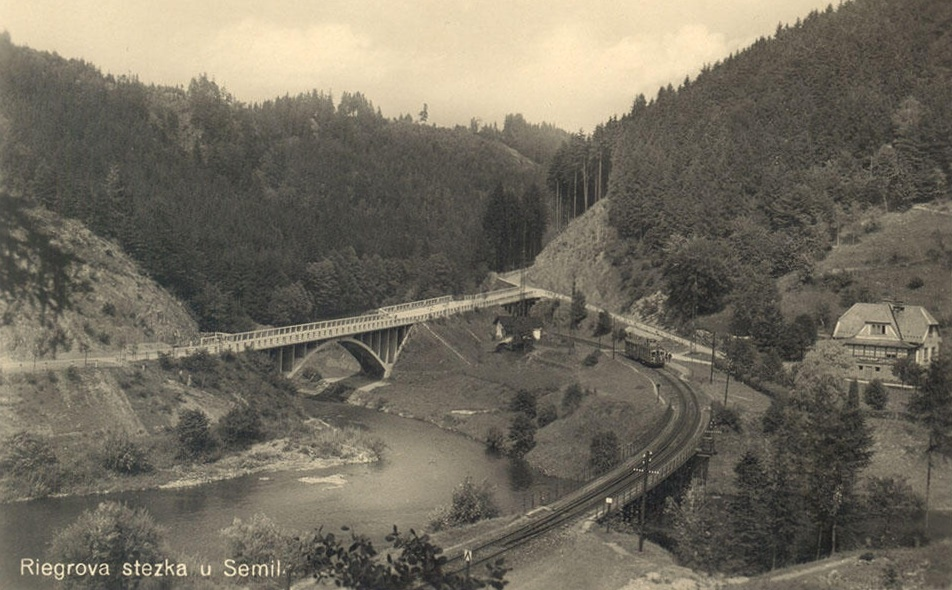
Železobetonové mosty pod Spálovem krátce po dokončení v roce 1938.

Až před železobetonovým mostem přes řeku Kamenici u vlakové stanice Spálov (v místní části Podspálov) začíná silnice stoupat strměji, přičemž od Podspálova vede vedle ní několik set metrů železniční trať. Silnice II/288 pokračuje dál vedle řeky Vošmenda a vede vedle obce Spálov a jejich místních částí (Kopaniny atp.), až přijíždí do místních částí Bozkova Podbozkov a Dolní Bozkov kde odbočuje doprava silnice III/2888 směrem na Příkrý.
V místní části Hamry odbočuje ostře doleva silnice III/2887, která vede do Bozkova. Silnice II/288 pokračuje rovně do zatáčky vpravo. Za touto zatáčkou vpravo se připojuje silnice III/2888, která vede z Podbozkova. Silnice II/288 zde pokračuje po zatáčkách až do semilské místní části Cimbál, kde na křižovatce se silnicí II/289 silnice II/288 končí.